# U (Bezirk)
U oder Uh ist einer von sechs Bezirken bzw. Gemeinden (municipalities) auf der Hauptinsel Pohnpei des Bundesstaats Pohnpei der Föderierten Staaten von Mikronesien. Der im Nordosten der Insel liegende Bezirk hat eine Fläche von 18,6 km² und eine Bevölkerung von 3192 Einwohnern (Stand 2010).

## Geographie
Zum Bezirk gehören auch einige vorgelagerte Nebeninseln wie Dehpek, Takieu, Mwahnd Peidi und Mwahnd Peidak. Die vorgenannten Inseln sind bewohnt und entsprechen jeweils gleichnamigen Kousapw, historischen Untergliederungen, von denen der Bezirk insgesamt 25 aufweist. Diese entsprechen vielfach den aktuell nachgewiesenen villages des Zensus 2010:
1. Awakpowe
2. Awakpah
3. Kepinawak
4. Awak
5. Pohnawak
6. Tipwenkehpei
7. Metipw
8. Souna
9. Tamworohi
10. Pohnu
11. Nansalohi
12. Pahlap
13. Dien
14. Saladak
15. Rohi
16. Rohipah
17. Rohipowe
18. Nankopworemen
19. Pohnweli
20. Nanwouniap
21. Takaieu (Insel)
22. Takainiap
23. Dehpehk (Insel)
24. Dehpehkpowe
25. Dehpehkpowe
26. Mwahndpeidi (Insel)
27. Mwahndpeidak (Insel)

## Karte

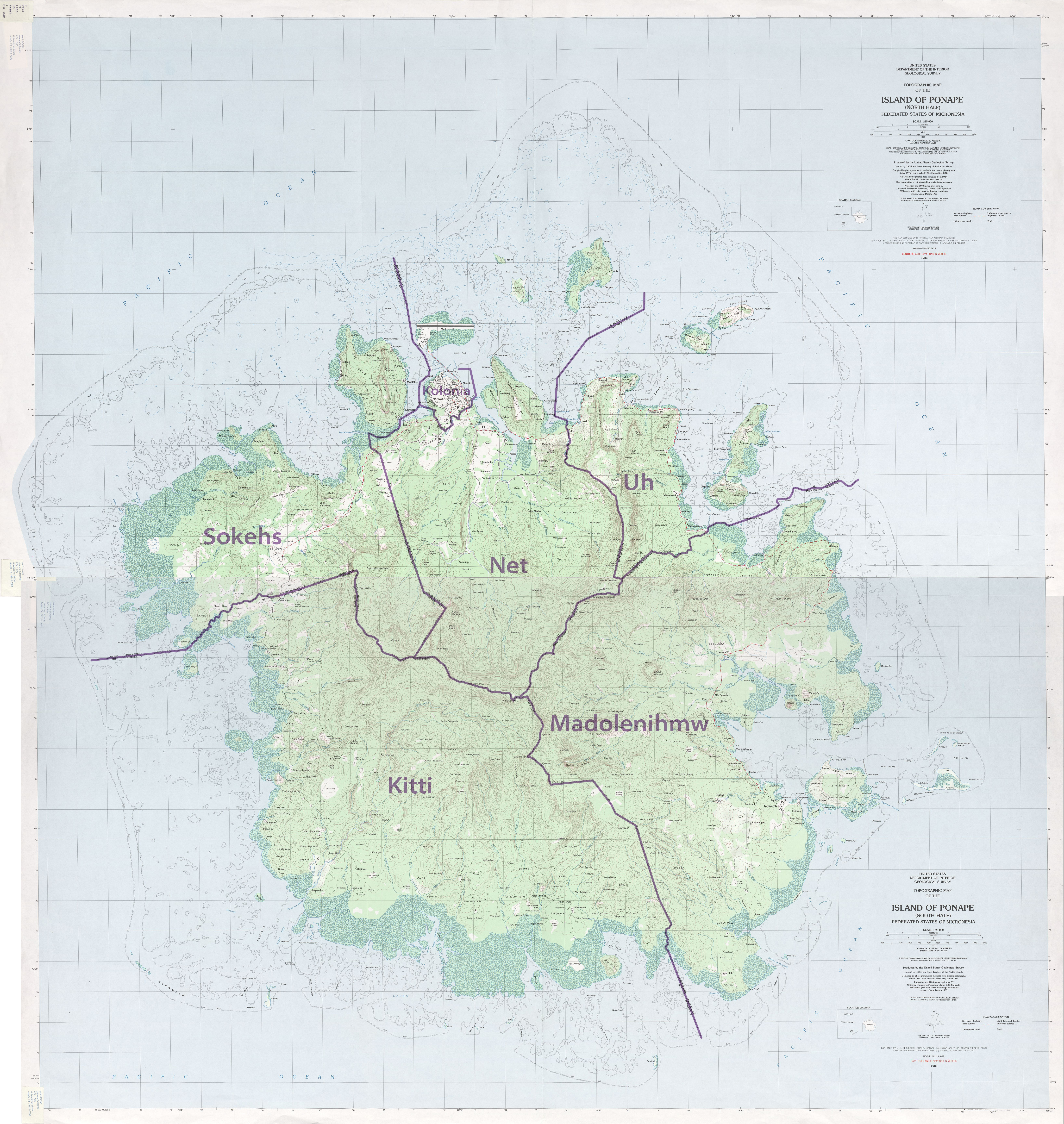
Karte der Insel Pohnpei, mit Uh im Nordosten